# Слободкин, Юлий Павлович
Юлий Павлович Слобо́дкин (настоящее имя Июлий; род. 7 июля 1939, Москва) — советский и российский певец, музыкальный продюсер. Лауреат всесоюзных и международных конкурсов.

## Биография
Родился 7 июля 1939 года в Москве.
Мать, Екатерина Алексеевна Осипова, принадлежала к старинному купеческому московскому роду Осиповых и получила хорошее образование. После революции 1917 года преподавала в Ликбезе и на Рабфаке русский язык и литературу. На Дербеневском химическом заводе заведовала отделением машинописи, была председателем профкома завода. Её первым супругом был австриец Руперт Прейзер, работавший в Москве в немецкой химической компании «Фарбверке» (позже — концерн Хёхст) инженером-химиком. После революции 1917 года и национализации промышленности в CCCP остался работать заведующим химической лабораторией уже переименованного в Дербеневский химический завод имени Сталина. В 1936 году принял гражданство СССР, в 1937 году был обвинен в шпионаже и сослан в Сибирь. По не подтверждённым обстоятельствах погиб в Ивдельлаге (впоследствии реабилитирован посмертно).
Вторым браком Е. А. Осипова вышла замуж за Павла Борисовича (Файвеля Берковича) Слободкина (1879—1943), для которого это тоже был второй брак (от первого брака у него были две дочери и сын — виолончелист Яков Слободкин). Отец умер, когда Юлию Слободкину исполнилось четыре года. До революции отец, мещанин города Бахмута Екатеринославской губернии, был занят в торговле и вместе с братом Исааком организовал красильную фабрику в Ростове-на-Дону, а в конце 1920-х годов переехал в Москву. В советское время работал коммивояжером на Московском приборном оптико-механическом заводе «Геодезия», занимался поставками продукции завода в СССР, Китай и Монголию.
Позднего ребёнка помогали воспитывать две сестры по материнской линии, две сестры и брат по отцовской линии. C детства Юлий увлекался музыкой и рисованием. В 1960 году окончил вокальное отделение музыкального училища, при Московской консерватории, класс профессора Г. И. Тица. В 1969 году окончил Государственный институт театрального искусства имени Луначарского. Курс Б. А. Покровского и курс Г. П. Анисимова, вокальный класс П. И. Селиванова.
Со 2 курса института был призван на 3 года в ряды Советской армии. Окончил школу сержантов (г. Ковров). Последние полтора года прослужил художником-оформителем в Московском Суворовском военном училище в звании младшего сержанта. Во время службы Юлий по возможности занимался музыкой. В 1965 году стал лауреатом c песней «Родина» (С. Туликова — Ю. Полухина) на «Всесоюзном фестивале самодеятельного художественного творчества советских воинов», посвященном 20-летию Победы". В исполнении Слободкина впервые прозвучала песня на всесоюзном радио, что принесло известность молодому исполнителю. В этом же году, после демобилизации, по просьбе своего брата Якова Слободкина помог своему племяннику Павлу Слободкину в организации музыкального вокально-инструментального коллектива (ещё без названия) в Москве.
После армии Юлий некоторое время учился у частного преподавателя, в вокальном кружке у Бориса Николаевича Верёвкина, сына генерала Н. А. Верёвкина (в то время режиссёра студенческого театра Плехановского института), а также у Павла Лисициана. С 1967 года продолжил своё обучение в ГИТИСе, сдав экстерном экзамены за 3 курс, у режиссёра курса музыкального театра Г. П. Ансимова. В его репертуаре классические произведения русских и зарубежных композиторов, русские песни и романсы, песни советских композиторов.
С осени 1967 года — первый солист Московского ВИА «Весёлые ребята». Вместе с ансамблем исполнены и стали популярными песни: «На чём стоит любовь», «Тебе, я знаю, всё равно», «Товарищ», «Старенький автомобиль», «Алёшкина любовь», «Про комара», «Облади-облада», «Дари огонь, как Прометей» и другие. Первые сольные гастроли коллектива состоялись вместе с Ниной Бродской зимой 1968 года. В городах: Мурманск, Архангельск и Петрозаводск. В 1969 году, после окончания ГИТИСа, поступил на конкурсной основе солистом в Москонцерт, продолжая работать в ВИА «Весёлые ребята» под руководством Павла Слободкина. Весной 1971 года занимался организацией нового коллектива, а после поездки группы в Чехословакию, осенью покинул «Весёлые ребята».
В конце 1971 года на базе Москонцерта Слободкин представил худсовету ВИА «Москвичи», который отличался оригинальным составом — наличием в нём струнных и духовых инструментов. Первые сольные гастроли коллектива состоялись в январе 1972 года. Город Рязань и область. В 1973 году ансамбль стал лауреатом Всесоюзного конкурса исполнителей советской песни (III премия), проходившего в Минске. К этому времени впервые на всесоюзном радио и телевидении прозвучали в исполнении ансамбля песни молодых композиторов Давида Тухманова: «Как прекрасен этот мир», «День без выстрела на земле», «Налетели вдруг дожди» — и Сергея Дьячкова: «Мы вам честно сказать хотим», «Возьми свои слова обратно». Однако летом 1973 года ансамбль расформировали, уволив из Москонцерта практически половину группы музыкантов «за нежелание исполнять песни на русском языке».

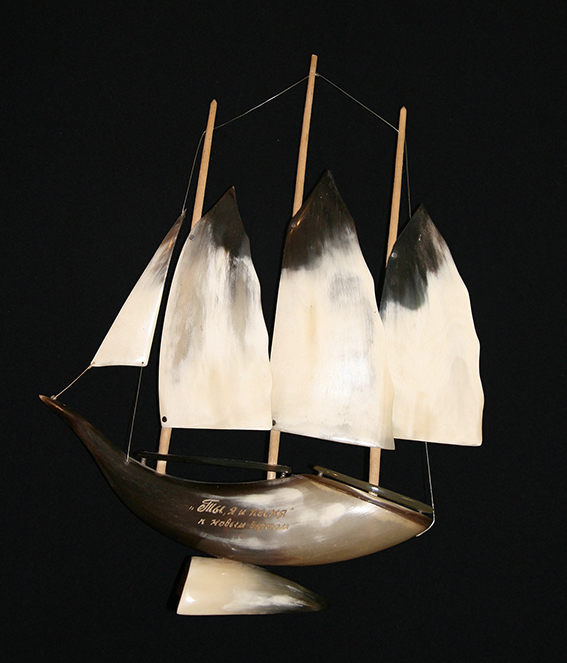
«Ты, я и песня к новым берегам». Сувенир от Виталия Кретюка (1974).

В сентябре 1973 года Слободкин сформировал новый состав ансамбля, но знакомство с Аллой Пугачёвой и Виталием Кретюком поменяло его планы. Юлий организовал принятие нового коллектива в Москонцерт, и вскоре появился молодой дуэт Юлий Слободкин и Алла Пугачева. Вместе они подготовили новую программу «Ты, я и песня», которая основывалась на своеобразном диалоге двух исполнителей. Первые сольные гастроли коллектива состоялись в конце октября 1973 года.
«Настоящим событием в нынешнем эстрадном сезоне стало появление молодого вокального дуэта — Аллы Пугачевой и Юлия Слободкина. Кроме отличных голосов, несомненного драматического дарования (каждая их песня — маленький спектакль), они обладают качествами, в последнее время не так уж часто встречающимися на эстраде: в дуэте Аллы Пугачевой и Юлия Слободкина мужчина — мужествен, а женщина — женственна. От их искусства веет чистотой, трепетностью, влюбленностью.»
Журнал «Музыкальная жизнь», 1974 год. Татьяна Бутковская.
Экспериментальное направление, близкое к джазу, для Юлия — встреча с музыкантом Александром Забелиным (труба). Отойдя от стандартов тогдашней эстрады, они сформировали новый коллектив с новой программой. Однако последующие события оставили этот проект незавершённым.
1975 год кардинально поменял судьбу артиста. Слободкина пригласили в культурную делегацию от СССР, и он поехал в Венгрию. В Будапеште его встретила группа поклонников. Цветы, личный автомобиль, личный переводчик, апартаменты, афиши по всему городу… Как оказалось, его выступления транслировались за границей. Состоялись совместные выступления с Карелом Готтом, Бисером Кировым и Жильбером Беко. Он выступал с оркестрами Берлина, Бонна и Гербертом фон Караяном, участвовал в европейском турне с Муслимом Магомаевым, выступал с «Весёлыми ребятами» в Чехословакии, был эфир на ТВ «Москвичей» в Прибалтике (СССР) и Скандинавских странах, был почётным гостем на фестивале «Катовице» (Польша), почётным гостем конкурса «Братиславская лира» (Чехословакия). Представлял СССР при открытии «Дворца культуры» в Дрездене (ГДР), участвовал в профсоюзном фестивале в Лахти (Финляндия). Далее последовало заседание Совета Министров СССР с повесткой «Несанкционированные записи эфиров и поведение советских артистов за рубежом». Госконцерту было рекомендовано закрыть все контракты, не принимать новые и не допускать Слободкина к эфиру.
1975 год ознаменовался интересным музыкально-творческим союзом с Жанной Бичевской. Дуэт просуществовал 3 года. Несмотря на аншлаги и интерес публики, телесъёмок больше не было.
К 1980-м годам Н. В. Богословский снял «опалу», по телевидению в исполнении Юлия Слободкина транслировалась его одноимённая песня «Антенны на крышах». На стихи М.Филиппа-Жерара Е. Д. Аграновича. Звукозаписывающая компания Мелодия" заказала выпуск пластинки к летним Олимпийским играм в Москве. В 1980 году вышел музыкальный диск русских песен и романсов «Поёт Юлий Слободкин». Редактор А. Н. Качалина, эстрадно-симфонический оркестр ЦТ и ВР, дирижёр Ю. В. Силантьев, звукооператор В. Н. Иванов. Работа над релизом длилась около полугода. Были собраны известные и забытые русские песни и романсы. В работе участвовали консультант и в прошлом певица Валентина Николаевна Гринченко, композитор и аранжировщик Николай Друженков, добиваясь особого звучания в музыкальной интерпретации и исполнении народной песни. Стоит добавить, что это была и первая запись эстрадно-симфонического оркестра на приобретенном к Олимпиаде новом комплекте звукозаписывающей аппаратуры «Мелодии». Запись была сделана за 2 дня, в две смены по 4 часа. Романс «Очаровательные глазки», после показа на новогоднем «Голубом огоньке» (1980) стал всесоюзным шлягером.
В начале 1980-х годов Юлий Слободкин начал исполнять авторскую песню, объединившись с гитаристом, композитором и аранжировщиком Александром Марченко. В репертуаре появились песни А. Суханова, А. Дольского, Е. Бачурина и других. В 1986 году к группе присоединился сын Юлия, гитарист Александр Слободкин, а чуть позже — хореограф и танцор Дмитрий Матюнин, в прошлом солист хора Пятницкого. Коллектив омолодился. Они подготовили несколько программ в фольклорно-романтическом направлении, а также инструментальный гитарный концерт с сольными танцевальными номерами Дмитрия Матюнина.
К концу 1980-х годов государственные учреждения культуры СССР начали разваливаться. Слободкин перестал выступать и переехал с женой в калужскую деревню. В Москонцерте Юлий Павлович Слободкин проработал с самого начала существования этой организации. В 1989 году он написал заявление об уходе, которое подписал С. Р. Рахимов. А ведь когда-то Слободкин принимал на худсовете Москонцерта дуэт «Алла Иошпе и Стахан Рахимов». Они лишь улыбнулись друг другу.

## Театр / Кино / Радио
- 1968 — Партия Фигаро. Опера-буффа «Свадьба Фигаро» А. Моцарт. Студенческий театр ГИТИСа.
- 1968 — Партия Нос (тенор). Нос (опера) Д. Шостакович. Студенческий театр ГИТИСа.
- 1969 — Партия Синей бороды. «Замок герцога Синяя Борода» Бе́ла Ба́рток. Студенческий театр ГИТИСа. Режиссёр Ансимов, Георгий Павлович.
- 1969 — Художник-постановщик. «Замок герцога Синяя Борода» Бе́ла Ба́рток. Студенческий театр ГИТИСа. Режиссёр Ансимов, Георгий Павлович[14].
- 1969 — Партия Моралеса. «Кармен» (опера) Ж. Бизе. Московский музыкальный театр имени К. С. Станиславского и В. И. Немировича-Данченко. Режиссёр Вальтер Фельзенштейн (Германия/Австрия).
- 1969 — Партия Князя Андрея Болконского. «Война и мир» (опера) С. C. Прокофьев. На замене ведущих солистов. Театр?
- 1969 — Партия Евгения Онегина. «Евгений Онегин» (опера) П. И. Чайковский. На замене ведущих солистов. Театр?
- 1971 — …И час эстрады[15]. Музыкальный фильм. Творческое объединение «Экран».
- 1975 — Вариант «Омега», фильм. Режиссёр А. Я. Воязос. Песня «Где он, этот день?» на стихи Роберта Рождественского.
- 1975 — Партия Сказочника. Рок-опера «Алые паруса» опера-феерия А.Богословского. Радио-постановка. 1976 году вышла пластинка на фирме «Мелодия». Совместная работа с ВИА «Музыка» под управлением Николая Воробьёва.
- 1983 — Партия «Пети, мужа Дуси». Радиопостановка оперетты «Золотое веретено». Композитор — Е. Э. Жарковский, сценарий М. В. Владимова.
- 199? — «Русское радио», «Письма немецких солдат из Сталинграда». Шесть монологов — прощальных писем солдат в канун Рождества. Опера для одного голоса. Композитор С. М. Соснин, либретто Л. Кориной.

## Премии / награды / звания
- 1965 — Лауреат «Всесоюзного фестиваля самодеятельного художественного творчества советских воинов», посвящённого 20-летию Победы. С песней «Родина» (С. Туликов — Ю. Полухин). Первый исполнитель. Главная премия.
- 1966 — Лауреат конкурса «Лучшее исполнение произведений советских композиторов». С песней «Обнимая небо» (А. Пахмутова — Н. Добронравов). Первый исполнитель. I место.
- 1968 — Вместе с ансамблем «Весёлые ребята» удостоен звания лауреата Всесоюзного радиоконкурса «На лучшее исполнение молодёжной песни». С песней «Огонь Прометея» (О. Фельцман — Н. Олев). Радио «Юность».
- 1969 — Вместе с ансамблем «Весёлые ребята» удостоен звания лауреата Всесоюзного радиоконкурса «На лучшее исполнение советской песни». С песней «Товарищ» (О. Иванов — А. Прокофьев). Радио «Юность».
- 1970 — Лауреат IV Всесоюзного конкурса артистов эстрады. С песней «Время» (А. Островский — Л. Ошанин). III премия.
- 1971 — «Премия публики» лауреат Международного фестиваля шлягеров «Дрезден-71» (Internationales Schlagerfestival Dresden)[16]. C песней Wer bist du (Кто ты?).
- 1973 — ВИА «Москвичи» лауреат Таллинского фестиваля.
- 1973 — ВИА «Москвичи» лауреат Всесоюзного конкурса исполнителей советской песни. C песней «Как прекрасен этот мир» (В.Харитонов — Д. Тухманов). Первый исполнитель. (III премия).
- 1975 — Лауреат II фестиваля «Крымские Зори».
- 1989 — «Ветеран труда».